# Peziza alaskana
Peziza alaskana är en svampart som tillhör divisionen sporsäcksvampar, och som beskrevs av Edith Katherine Cash. Peziza alaskana ingår i släktet Peziza, och familjen Pezizaceae. Arten är reproducerande i Sverige.